# Ultrazvučno zavarivanje
Ultrazvučno zavarivanje se koristi uglavnom za spajanja plastičnih dijelova, koji naleglu jedan na drugi, počinju vibrirati zbog djelovanja ultrazvuka, zatim dolazi do njihove plastifikacije zbog trenja graničnih površina i njihovog spajanja za vrijeme hlađenja uz pomoć pritiska spajanja. Dijelovi se na dodirnom mjestu zagrijavaju trenjem uzrokovanim ultrazvucnim mehaničkim titrajima, što ih na mjesto zavarivanja prenosi sonotroda (ultrazvučna elektroda). Sonotroda ujedno tlači na zavarivane dijelove, te stvara potrebni tlak za zavarivanje, koji titra frekvencijom ultrazvuka. Zavarivanje se izvodi točkasto ili kolutno (disk), i to preklopno. Zavarivati se mogu plastični dijelovi, metalni ili nemetalni dijelovi, tako na primjer može se zavariti metal i staklo. Koristi se za igračke za djecu, medicinsko-tehničke aparate, aparate za domaćinstvo, materijale za pakiranje, otvarače boca, cijevi, olovke. Izuzetno je kratko trajanje vremena zavarivanja i stoga je veoma ekonomičan postupak, zbog male potrošnje energije.